# Abasja (ort)
Abasja (georgiska: აბაშა) är en stad i västra Georgien med 4 941 invånare (år 2014). Staden ligger mellan floderna Abasja och Noghela, 23 m ö.h. och 283 kilometer väst om huvudstaden Tbilisi. Abasja fick sin stadsstatus år 1964 och fungerar för närvarande som administrativt centrum för Abasjadistriktet inom regionen Megrelien-Övre Svanetien.

## Personer från Abasja
- Konstantine Gamsachurdia (1893–1975), populär georgisk författare och far till Georgiens första president, Zviad Gamsachurdia
- Radisj Tordia (1936–), modern georgisk målare